# Fernanda Seno
Fernanda Seno Cardeira Alves (* 23. Februar 1942 in Canha, Montijo; † 19. Mai 1996 in Lissabon) war eine portugiesische Lyrikerin, Schriftstellerin, Journalistin und Lehrerin. 

## Leben
Nach dem frühen Tod ihrer Mutter 1963 unterbrach Fernanda Seno unterbrach ihr Studium der Germanistik an der Universität Lissabon, schloss es später jedoch erfolgreich ab. Daraufhin arbeitete sie zunächst als Lehrerin. 1970 heiratete sie Manuel Joaqim Valente, die beiden bekamen 1971 einen Sohn und zogen 1974 gemeinsam nach Évora, wo sie bis zu ihrem Lebensende wohnhaft blieb. Hier begann sie in der Folgezeit auch ihre journalistische Tätigkeit für verschiedene lokale Zeitungen.
1984 erschien ihr erster Gedichtband As Palavras Às Vezes (Manchmal die Worte), dem 1991 Trilho de Pó (Staubigen Weg) und 1992  Cântico Vertical (Vertikale Lied) folgten. Postum erschien noch das Werk Na Fronteira da Luz (Auf dem Rand des Licht). Ein Roman, der von ihr begonnen, aber nicht mehr beendet wurde, ist dagegen immer noch nicht veröffentlicht worden. 
Ihre Werke haben sehr persönlichen Charakter, sie verbindet darin in teilweise unorthodoxen Formen Liebe, Glaube, persönliche Freundschaften und soziale Herkunft miteinander.
Fernanda Seno verstarb 1996 in Lissabon. Zum Gedenken an die Dichterin trägt seit 1998 eine Straße in Évora ihren Namen.

## Werke
- As palavras às vezes. Pax, Braga 1984, ISBN 978-972-96367-7-6.
- Trilho de Pó. Escola Sec. Gabriel Pereira, Évora 1991.
- Cântico Vertical. Centro Social de S. Brás, Évora 1992.
- Na Fronteira da Luz. Centro Social e Cultural de S. Brás,, Évora 1997.